# R-Type
R-Type (яп. アール・タイプ) — горизонтальний скролл-шутер 1987 року, розроблений японською компанією Irem. Гравець управляє космічним винищувачем R-9А «Arrowhead» з метою захистити людство від ворожої імперії Бідо (англ. Bydo Empire).
Гра має багато продовжень і випускалася на численні платформи, ставши класичним представником скролл-шутерів.

## Ігровий процес

Приклад ігрового процесу

Гравець керує винищувачем, який летить зліва направо екраном. Він повинен знищувати ворогів, уникати перешкод і збирати бонуси для успішного проходження ігрових рівнів та набору якомога більшої кількості очок. Майже в кожному рівні є бос, особливо сильний ворог, знищення якого необхідне для переходу на наступний рівень. Навіть від єдиного ворожого влучання чи зіткнення з оточенням винищувач втрачається, але в запасі є кілька життів. За досягнення 50000, 150000, 250000, 400000 і 600000 очок гравець винагороджується додатковим життям.
Особливістю R-Type та її продовжень є здатність корабля затримувати постріли своєї гармати, щоб накопичувати заряд і потім вистрілювати його у вигляді потужного променя. Гравець сам вирішує якої сили заряд накопичити, що відображається заповненням спеціальної шкали. Корабель може посилюватися супутниками-помічниками (в оригіналі вони називаються «Force»), які слід підбирати на рівнях. Синій супутник дає потрійний рикошетний лазер, червоний — подвійний хвильової лазер, а жовтий — промені, які летять вздовж навколишніх поверхонь. При подальших підборах аналогічних супутників помічник поліпшується. Супутник можна приєднати до корабля спереду або ззаду, або ж від'єднувати і таранити ним ворогів чи закинути у важкодоступне місце. Крім того він захищає від ворожих атак і не може бути знищений. Для самого винищувача теж є поліпшення — пришвидшення, бічні щити, і самонавідні ракети.

## Сюжет

### Фабула
Події R-Type відбуваються в XXII столітті, гравець керує космічним винищувачем R-9А «Arrowhead» в процесі війни з Імперією Бідо. Представники Бідо були створені людством наприкінці XXVI століття як зброя, але вийшли з-під контролю і напали на своїх творців в минулому. Істоти Імперії Бідо являють собою поєднання живих організмів з технікою. Сама назва Бідо (Bydo) є анаграмою від Body (тіло).

### Рівні
У всіх версіях гри рівні ті самі, але їхні назви різняться.
1. Зіткнення (англ. Encounter) — довгий вхід у космічну фортецю, кінець якого охороняє напів-механічне чудовисько Добкератопс (англ. Dobkeratops).
2. Печера створінь (англ. Creature Cave) — тунель, наповнений органікою, вихід з якого перепиняє істота-інкубатор Ґомандер (англ. Gomander), яка породжує і лікує змієподібне створіння.
3. Гігантський крейсер (англ. Gigantic Warship) — винищувач повинен пролетіти під гігантським крейсером (англ. Warship), який навис над фортецею.
4. База на лінії фронту (англ. Frontline Base) — винищувач повинен пробитися крізь численні загородження в космосі, які створює Збірник (англ. Compiler).
5. Провалля (англ. The Den) — тунель, наповнений поліпами і різними істотами Бідо. В просуванні заважає черв Слітер (англ. Slither) і потім Беллміт (англ. Bellmite).
6. Транспортна система (англ. Transport System) — лабіринт, яким постійно рухаються ворожі кораблі, загрожуючи розчавити винищувач.
7. Місто в руїнах (англ. City in Ruins) — занедбаний залізний тунель, в кінці якого міститься ворожий комп'ютер Бронко (англ. Bronco).
8. Зоря імперії Бідо (англ. The Bydo Empire's Star) — столична планета Бідо. Тунель, вкритий органікою, де вороги захищають клонувальну фабрику — Ядро Бідо (англ. Bydo Core)[1].